# Salreu
Salreu ist eine Gemeinde (Freguesia) im portugiesischen Kreis Estarreja. In ihr leben 3673 Einwohner (Stand 19. April 2021).
Salreu liegt an der Linha do Norte.